# Jean-Mathieu Descamps
Jean-Mathieu Descamps (nacido el 12 de febrero de 1983) es un futbolista francés retirado. Descamps comenzó su carrera en el Montpellier HSC, club donde se formó desde juvenil, y debutó en el primer equipo en el 2002. Se retiró en el 2014 y su último club fue el Grenoble Foot 38.

## Clubes
| Club                     | País    | Año       |
| ------------------------ | ------- | --------- |
| Montpellier HSC          | Francia | 2002-2004 |
| Málaga CF                | España  | 2004-2005 |
| FC Libourne-Saint-Seurin | Francia | 2005-2006 |
| Racing Club de Ferrol    | España  | 2006-2007 |
| FC Sète                  | Francia | 2007-2008 |
| FC Libourne-Saint-Seurin | Francia | 2008-2010 |
| Jura Sud Foot            | Francia | 2010      |
| FC Martigues             | Francia | 2010-2012 |
| Grenoble Foot 38         | Francia | 2012-2014 |